# 長胸異鮡
長胸異鮡，為輻鰭魚綱鯰形目鮡科的其中一種，為溫帶淡水魚類，分布於亞洲中國雲南省瀾滄江流域，體長可達19.9公分，棲息在底層水域，生活習性不明。